# Staurastrum chaetoceros
Staurastrum chaetoceros  là một loài Song tinh tảo trong họ Desmidiaceae, thuộc chi Staurastrum.